# Alexander Gassner
Alexander Gassner (Prundu Bârgăului, Rumanía, 9 de agosto de 1989) es un deportista alemán que compite en skeleton.
Ganó cinco medallas en el Campeonato Mundial de Skeleton entre los años 2017 y 2021, y dos medallas en el Campeonato Europeo de Skeleton, plata en 2022 y bronce en 2021.

## Palmarés internacional
| Campeonato Mundial | Campeonato Mundial    | Campeonato Mundial | Campeonato Mundial |
| Año                | Lugar                 | Medalla            | Prueba             |
| ------------------ | --------------------- | ------------------ | ------------------ |
| 2017               | Königssee (Alemania)  | Medalla de bronce  | Equipo mixto       |
| 2020               | Altenberg (Alemania)  | Medalla de oro     | Equipo mixto       |
| 2020               | Altenberg (Alemania)  | Medalla de bronce  | Individual         |
| 2021               | Altenberg (Alemania)  | Medalla de plata   | Equipo mixto       |
| 2021               | Altenberg (Alemania)  | Medalla de bronce  | Individual         |
| Campeonato Europeo |                       |                    |                    |
| Año                | Lugar                 | Medalla            | Prueba             |
| 2021               | Winterberg (Alemania) | Medalla de bronce  | Individual         |
| 2022               | Sankt Moritz (Suiza)  | Medalla de plata   | Individual         |

1. ↑  Participó representando al equipo internacional, conformado por cuatro deportistas de Alemania y dos de Rumanía.